# Ascotis eutaenaria
Ascotis eutaenaria är en fjärilsart som beskrevs av Prochascka. Ascotis eutaenaria ingår i släktet Ascotis och familjen mätare. Inga underarter finns listade i Catalogue of Life.